# エルツ山地
エルツ山地（エルツさんち、ドイツ語: Erzgebirge、チェコ語: Krušné hory）は、ドイツとチェコの国境線となっている山地である。ドイツ語で Erz は「鉱石」を、チェコ語で krušnéは「鉱石の」を表わす。
青銅器時代から鉱石を産出し、1168年にフライベルク付近で銀鉱が発見されて以来、ヨーロッパ有数の銀鉱山として地域社会を発展させた。銀の他、錫、鉛、鉄、コバルト、ビスマス、ウラン、ニッケル、石灰、カオリン、石炭なども採掘され、操業は1968年まで続いた。
2019年に、『エルツ山地鉱業地域』としてUNESCO世界遺産に登録された。

## 地理
概ね東北東から西南西方向に伸びた山地であり、西端はテューリンガーヴァルト（Thüringer Wald）及びベーマーヴァルト（Böhmer Wald）と交差している。最高所はクリーノベツ山の標高1,244m、東へ行くにつれ標高は低くなっており、エルベ川の峡谷が山地を横断している。
山地にHamatocaulis vernicosus、ヒメツルスゲ、ナガバノモウセンゴケなどの生える湿地やPinus rotundataなどのマツのクルムホルツが多く、クロライチョウ、ヨーロッパオオライチョウ、エゾライチョウなどのライチョウ類が生息している。チェコ側のエルツ山地にある河川、養魚池、貯水池などの水域と高層湿原、泥炭地、フェンは2005年にラムサール条約登録地となった。

## 特産
くるみ割り人形をはじめ、数多くの独特で精巧な木材芸術で有名。
冬季はレジャー・クロスカントリースキーで賑わうアルテンベルク（Altenberg）や、エルツ山地木材芸術博物館があり、東エルツ山地では最も高いシュヴァルツェン山（Schwarzenberg）を抱えるザイフェン（Seiffen）など、観光要素も豊富である。

## 交通
周りが山で鎖されているため、交通の便が悪く、自動車が唯一の移動手段となっている市町村が多い。

## ユネスコ世界遺産
2019年に エルツ山地鉱業地域（Erzgebirge/Krušnohoří Mining Region）として、22か所の鉱山と関連施設が登録された。

### 登録基準
この世界遺産は世界遺産登録基準のうち、以下の条件を満たし、登録された（以下の基準は世界遺産センター公表の登録基準からの翻訳、引用である）。
- (2) ある期間を通じてまたはある文化圏において、建築、技術、記念碑的芸術、都市計画、景観デザインの発展に関し、人類の価値の重要な交流を示すもの。
- (3) 現存するまたは消滅した文化的伝統または文明の、唯一のまたは少なくとも稀な証拠。
- (4) 人類の歴史上重要な時代を例証する建築様式、建築物群、技術の集積または景観の優れた例。

### 構成資産
| 構成資産                                              | 保有国 | 位置                                                              | 面積 ha   | 緩衝地帯 ha |
| ----------------------------------------------------- | ------ | ----------------------------------------------------------------- | --------- | ----------- |
| Dippoldiswalde Medieval Silver Mines                  | ドイツ | 北緯50度53分48秒 東経13度40分26秒 / 北緯50.89667度 東経13.67389度 | 536.871   | -           |
| Altenberg-Zinnwald Mining Landscape                   | ドイツ | 北緯50度45分50秒 東経13度46分13秒 / 北緯50.76389度 東経13.77028度 | 269.367   | 1,716.705   |
| Lauenstein Administrative Centre                      | ドイツ | 北緯50度47分07秒 東経13度49分23秒 / 北緯50.78528度 東経13.82306度 | 2.926     | 18.885      |
| Freiberg Mining Landscape                             | ドイツ | 北緯50度55分05秒 東経13度20分40秒 / 北緯50.91806度 東経13.34444度 | 624.434   | 2,202.532   |
| Hoher Forst Mining Landscape                          | ドイツ | 北緯50度37分10秒 東経12度34分07秒 / 北緯50.61944度 東経12.56861度 | 44.799    | 103.604     |
| Schneeberg Mining Landscape                           | ドイツ | 北緯50度35分44秒 東経12度38分39秒 / 北緯50.59556度 東経12.64417度 | 218.15    | 670.351     |
| Schindlers Werk Smalt Works                           | ドイツ | 北緯50度32分31秒 東経12度39分30秒 / 北緯50.54194度 東経12.65833度 | 2.659     | 2.7         |
| Annaberg-Frohnau Mining Landscape                     | ドイツ | 北緯50度34分52秒 東経12度59分33秒 / 北緯50.58111度 東経12.99250度 | 191.994   | 926.131     |
| Pöhlberg Mining Landscape                             | ドイツ | 北緯50度34分32秒 東経13度02分43秒 / 北緯50.57556度 東経13.04528度 | 118.94    | -           |
| Buchholz Mining Landscape                             | ドイツ | 北緯50度33分47秒 東経12度59分20秒 / 北緯50.56306度 東経12.98889度 | 37.346    | -           |
| Buchholz Mining Landscape Marienberg Mining Town      | ドイツ | 北緯50度39分02秒 東経13度09分47秒 / 北緯50.65056度 東経13.16306度 | 25.306    | 44.603      |
| Lauta Mining Landscape                                | ドイツ | 北緯50度39分50秒 東経13度08分33秒 / 北緯50.66389度 東経13.14250度 | 20.592    | -           |
| Ehrenfriedersdorf Mining Landscape                    | ドイツ | 北緯50度38分35秒 東経12度58分35秒 / 北緯50.64306度 東経12.97639度 | 71.148    | 891.575     |
| Grünthal Silver-Copper Liquation Works                | ドイツ | 北緯50度39分01秒 東経13度22分08秒 / 北緯50.65028度 東経13.36889度 | 12.917    | 25.294      |
| Eibenstock Mining Landscape                           | ドイツ | 北緯50度30分45秒 東経12度35分57秒 / 北緯50.51250度 東経12.59917度 | 100.656   | 248.312     |
| Rother Berg Mining Landscape                          | ドイツ | 北緯50度31分12秒 東経12度47分15秒 / 北緯50.52000度 東経12.78750度 | 4.519     | 38.556      |
| Uranium Mining Landscape                              | ドイツ | 北緯50度38分00秒 東経12度41分08秒 / 北緯50.63333度 東経12.68556度 | 811.213   | 746.263     |
| Jáchymov Mining Landscape                             | チェコ | 北緯50度22分16秒 東経12度54分47秒 / 北緯50.37111度 東経12.91306度 | 738.452   | 637.9       |
| Abertamy – Boží Dar – Horní Blatná – Mining Landscape | チェコ | 北緯50度24分23秒 東経12度50分14秒 / 北緯50.40639度 東経12.83722度 | 2,608.279 | 3,011.867   |
| The Red Tower of Death                                | チェコ | 北緯50度19分44秒 東経12度57分12秒 / 北緯50.32889度 東経12.95333度 | 0.2       | 2.804       |
| Krupka Mining Landscape                               | チェコ | 北緯50度41分6.秒 東経13度51分19秒 / 北緯50.68500度 東経13.85528度 | 317.565   | 474.299     |
| Mědník Hill Mining Landscape                          | チェコ | 北緯50度25分27秒 東経13度06分41秒 / 北緯50.42417度 東経13.11139度 | 7.724     | 1,255.41    |